# Melaka Telekom
Maillots
Dernière mise à jour : 13 février 2012.
Le Melaka Telekom était un club de football malaisien, basé à Malacca puis à Kuala Lumpur.

## Histoire
Le club est fondé en 1994 avant de disparaître en 2007.
Il participe à la Coupe d'Asie des vainqueurs de coupe lors de la saison 1997-1998.
Il évolue en première division pendant quatre saisons, en 2003, 2005, 2005-2006 et enfin 2006-2007. Il se classe deuxième du championnat lors de la saison 2005-2006.

## Palmarès
- Championnat de Malaisie
  - Vice-champion : 2006